# Aphrodita parva
Aphrodita parva är en ringmaskart som beskrevs av Moore 1905. Aphrodita parva ingår i släktet Aphrodita och familjen Aphroditidae. Inga underarter finns listade i Catalogue of Life.